# Acontia crocatana
Acontia crocatana är en fjärilsart som beskrevs av Embrik Strand 1917. Acontia crocatana ingår i släktet Acontia och familjen nattflyn. Inga underarter finns listade i Catalogue of Life.